# Iverna Codina
Iverna Codina (n. en Quillota, Chile, el 15 de junio de 1912 - f. en Buenos Aires el 14 de agosto de 2010) fue una escritora chileno-argentina, exponente del feminismo y del realismo del siglo XX.

## Carrera
Hija de padre chileno y madre española, nació en Chile pero a muy corta edad de mudó con su familia a Mendoza, San Rafael y luego Buenos Aires. Siempre se consideró mendocina.
Se dedicó a la docencia en escuelas de su provincia, y más tarde ejerció como periodista. En la década de 1960 integró una comisión legislativa que se dedicó a la investigación de la aplicación de la Ley de Minas.
Debió exiliarse entre 1976 y 1986, viviendo en México y Cuba. En Cuba se desempeñó en la revista "Casa" y en México (donde residió desde 1981) formó talleres literarios y colaboró en la revista "Plural".

## Obra
- 1946 - Canciones de lluvia y cielo (poesía, prólogo de Alfredo Bufano)
- 1950 - Más allá de las horas (poesía, conteniendo un poema-prólogo de Juana de Ibarbourou)
- 1952 - Después del llanto (poesía)
- 1956 - La Luna ha muerto (novela)
- 1960 - Detrás del grito (novela)
- 1964 - América en la novela (ensayo)
- 1966 - La enlutada (cuentos)
- 1968 - Los guerrilleros (novela)
- 1975 - Cuento La cruz negra, en una antología editada en Múnich (Antología del cuento argentino).
- Un barco en la bahía (novela inédita)
- Diez años de exilio (relata el tiempo que pasó en el exilio)

## Premios
- Premio de la Municipalidad de Mendoza por Canciones de lluvia y cielo.
- Primer premio en el concurso internacional de Editorial Losada, por la novela Detrás del grito.
- 1966 - Premio de la Municipalidad de Buenos Aires por La enlutada.
- 1977 - Primer Premio del Concurso Leopoldo Marechal por el cuento La noche de la barricada.